# Tavenna
Tavenna là một đô thị ở tỉnh Campobasso trong vùng Molise thuộc nước Ý, có vị trí cách khoảng 40 km về phía bắc của Campobasso. Tại thời điểm ngày 31 tháng 12 năm 2004, đô thị này có dân số 924 người và diện tích là 22,0 km².
Tavenna giáp các đô thị: Acquaviva Collecroce, Mafalda, Montenero di Bisaccia, Palata, San Felice del Molise.